# 匹那西泮
匹那西泮（英语：Pinazepam），商品名为Domar和Duna，是一种苯二氮䓬类药物。它具有抗焦虑、抗惊厥、镇静和骨骼肌松弛作用。
匹那西泮及其代谢物去甲西泮在子宫内转移至发育中的胎儿，但母亲血浆药物水平通常显着高于胎儿。
匹那西泮与其他苯二氮䓬类药物的不同之处在于它在苯二氮䓬结构的N-1位具有炔丙基。它的毒性低于地西泮，在动物研究中，它似乎具有抗焦虑和抗激动的特性，具有有限的睡眠和运动协调损害特性。匹那西泮在口服后被吸收迅速。匹那西泮的主要活性代谢产物是去炔丙基匹那西泮（即去甲西泮）和奥沙西泮。在人体中，匹那西泮作为一种纯抗焦虑剂发挥作用，因为它不具有任何显着的苯二氮䓬类药物的其他药理学特性。匹那西泮不会对智力、运动和睡眠造成损害，因此它比其他苯二氮䓬类药物更适合在白天使用。老年人的消除半衰期较长。